# Iglesia de San Vicente Mártir y asilo de San José
La Iglesia de san Vicente Mártir en Corrales de Buelna es un conjunto arquitectónico que cuenta con la Iglesia dedicada a San Vicente Mártir  y un antiguo asilo. Actualmente se usa para la enseñanza de catequesis y tiene además un centro de ayuda social creado por Caritas.
El conjunto de edificios fue declarado como Bien de Interés Local, con la categoría de Inmueble, por resolución en el 15 de marzo del año 2002 (BOC de 27 de marzo).

## Características
El edificio de la iglesia es de un estilo arquitectónico que mezcla el eclecticismo, con inspiración herreriana y arquitectura regional montañesa.